# Rhyssemus sulcatus
Rhyssemus sulcatus är en skalbaggsart som beskrevs av Olivier 1789. Rhyssemus sulcatus ingår i släktet Rhyssemus och familjen Aphodiidae. Inga underarter finns listade i Catalogue of Life.